# Вилксборо (Северна Каролина)
Вилксборо (енгл. Wilkesboro) град је у америчкој савезној држави Северна Каролина.

## Демографија
По попису из 2010. године број становника је 3.413, што је 254 (8,0%) становника више него 2000. године.
| Група             | 2000.         | 2010.         |
| Белци             | 2.612 (82,7%) | 2.684 (78,6%) |
| Афроамериканци    | 310 (9,8%)    | 305 (8,9%)    |
| Азијати           | 86 (2,7%)     | 101 (3,0%)    |
| Хиспаноамериканци | 130 (4,1%)    | 250 (7,3%)    |
| Укупно            | 3.159         | 3.413         |